# Ванаман, Шон
Шон Ванаман (англ. Sean Vanaman) (род. 16 июня 1984 года) — ирландско-американский геймдизайнер, геймдиректор, сценарист и подкастер. Известен по играм The Walking Dead: Season One, Firewatch и Half-Life: Alyx.

## Биография
Во время учёбы в Университете Южной Калифорнии Ванаман проходил стажировку в Buena Vista Games (позже переименованной в Disney Interactive Studios) в группе творческого развития. В 2003 году данная группа разработала первоначальную концепцию игры Epic Mickey. После окончания учёбы он стал помощником продюсера по креативному развитию в Disney Interactive.
В 2008 году Ванаман занял должность сценариста и геймдизайнера в Telltale Games.
18 сентября 2013 года он и Джейк Родкин покинули Telltale и вместе с Олливером Моссом и ведущим геймдизайнером Mark of the Ninja Нелсом Андерсоном основали Campo Santo.

## Игры
| Год  | Название                            | Роль                                             |
| ---- | ----------------------------------- | ------------------------------------------------ |
| 2009 | Wallace & Gromit’s Grand Adventures | геймдиректор, геймдизайнер, сценарист            |
| 2009 | Tales of Monkey Island              | геймдизайнер, сценарист                          |
| 2010 | Sam & Max: The Devil’s Playhouse    | геймдизайнер 3-5 эпизодов                        |
| 2010 | Puzzle Agent                        | сценарист, дизайнер пазлов                       |
| 2010 | CSI: Fatal Conspiracy               | дополнительный дизайнер                          |
| 2011 | Puzzle Agent 2                      | сценарист                                        |
| 2012 | The Walking Dead                    | создатель, геймдиректор, геймдизайнер, сценарист |
| 2016 | Firewatch                           | создатель, геймдиректор, сценарист               |
| 2020 | Half-Life: Alyx                     | сценарист                                        |